# Asteroideae
Asteroideae este o subfamilie de plante din familia Asteraceae. Conține aproximativ 70% din totalitatea speciilor din familie. 
Subfamilia este alcătuită din câteva triburi, printre care se numără și Astereae, Calenduleae, Eupatorieae, Gnaphalieae, Heliantheae, Senecioneae și Tageteae.

## Clasificare
Din 2004, cele 21 de triburi au fost grupate în 3 subtriburi:
- Senecionodae
  - Senecioneae (Doronicum este câteodată plasat în tribul separat Doroniceae[2])

- Asterodae
  - Anthemideae (include Chrysanthemums)
  - Astereae (include Aster și Bellis perennis)
  - Calenduleae (include Calendula)
  - Gnaphalieae

- Helianthodae
  - Athroismeae
  - Bahieae
  - Chaenactideae
  - Coreopsideae (include Cosmos și Dahlia)
  - Eupatorieae
  - Feddeeae
  - Helenieae (include Gaillardia)
  - Heliantheae (include Helianthus și Zinnia)
  - Inuleae
  - Madieae
  - Millerieae
  - Neurolaeneae
  - Perityleae
  - Plucheeae[3]
  - Polymnieae
  - Tageteae (include  Tagetes)